# Тетрафтороборат аммония
Тетрафторобора́т аммо́ния — неорганическое соединение,
соль аммония и борофтористоводородной кислоты с формулой NH4[BF4],
бесцветные кристаллы,
растворяется в воде.

## Получение
- Действие борофтористоводородной кислоты на раствор аммиака:

{\displaystyle {\mathsf {NH_{3}\cdot H_{2}O+H[BF_{4}]\ {\xrightarrow {}}\ NH_{4}[BF_{4}]+H_{2}O}}}

## Физические свойства
Тетрафтороборат аммония образует бесцветные кристаллы ромбической сингонии, пространственная группа P nma, параметры ячейки a = 0,906 нм, b = 0,564 нм, c = 0,723 нм, Z = 4.
При температуре 199,5 °C переходит в кубическую фазу,
параметры ячейки a = 0,755 нм.
Растворяется в воде.

## Химические свойства
- В водных растворах подвергается медленному гидролизу:

{\displaystyle {\mathsf {[BF_{4}]^{-}+H_{2}O\ \rightleftarrows [BF_{3}(OH)]^{-}+F^{-}+H^{+}}}}

## Применение
- Компонент электролитов при рафинировании и получении покрытий цветных металлов.
- Компонент флюсов для сварки и пайки.
- Компонент формовочных составов при литье алюминия, магния и их сплавов.
- Компонент смазочно-охлаждающих жидкостей при обработке металлов давлением.
- Как фторирующий агент.
- Гербицид.
- Как антипирен для полимеров.
- В химических лазерах.
- Консервант для древесины.

## В природе
В природе встречается редкий минерал барбериит, представляющий собой тетрафтороборат аммония.